# Vindésine
La vindésine est un vinca-alcaloïde commercialisé en France sous le nom de Eldisine par les laboratoires EuroGenerics.

## Indications
La vindésine est utilisée dans le traitement :
- des leucémies aiguës lymphoblastiques et lymphomes réfractaires à la chimiothérapie (c'est-à-dire aux autres agents cytostatiques) ;
- de certaines tumeurs solides : cancers du sein, de l'œsophage, des voies aérodigestives supérieures et cancer broncho-pulmonaire[2],[3].